# White Ladder
White Ladder è il quarto album discografico in studio del cantautore britannico David Gray, pubblicato il 27 novembre 1998. Si tratta del disco di maggior successo dell'artista.

## Tracce
Tutte le tracce sono di David Gray, tranne dove indicato.
1. Please Forgive Me – 5:35
2. Babylon – 4:25
3. My Oh My – 4:37 (Gray, McClune)
4. We're Not Right – 3:03 (Gray, McClune, Polson)
5. Nightblindness – 4:23
6. Silver Lining – 6:00
7. White Ladder – 4:14 (Gray, McClune, Polson)
8. This Year's Love – 4:05
9. Sail Away – 5:15
10. Say Hello, Wave Goodbye – 9:03 (Almond, Ball)

## Classifiche
| Classifica (2001) | Posizione massima |
| ----------------- | ----------------- |
| Islanda           | 1                 |